# 儀武ゆう子"SUN"
『儀武ゆう子"SUN"』(ぎぶゆうこサン)は、2013年4月2日から2017年3月28日まで文化放送『超!A&G+』で放送された簡易動画付きラジオ番組。パーソナリティは儀武ゆう子。
有料配信のAG-ONで配信されるものは、超!A&G+で配信された内容に加えて、本編で話せなかったことや、カットされた箇所をノーカットで流している。

## 放送時間
毎週更新
超!A&G+
- 2015年10月6日 - 2017年3月28日

火曜日 27:00 - 27:30(リピート放送：水曜日 15:30 - 16:00・日曜日 7:00 - 7:30)
AG-ON
- 2013年4月3日 - 2017年3月29日

水曜日正午更新
過去の放送時間
超!A&G+
- 2013年4月2日 - 2013年12月24日

火曜日 24:30 - 25:00 （リピート放送: 水曜日 12:30 - 13:00）
- 2014年1月9日 - 10月2日

木曜日 24:00 - 24:30 （リピート放送: 金曜日 12:00 - 12:30）
- 2014年10月6日 -2015年3月30日

月曜日 24:00 - 24:30 （リピート放送: 火曜日 12:00 - 12:30）
- 2015年4月12日 - 7月5日

日曜日 19:00 - 19:30
- 2015年7月10日 - 10月2日

金曜日 26:30 - 27:00

## パーソナリティ
儀武ゆう子

## コーナー
今週のサブタイトル
「S」「U」「N」を頭文字にして番組のサブタイトルを作る。
あなたの隣の宇宙人さん
宇宙人の仲間っぽい人を紹介する。
地球人さんからの挑戦状
宇宙人にやって欲しいことを挑戦状で送る。
お悩みテレパシー
お悩み相談をする。
スペース・キャンパス
番組公式ブログにあるフォーマットに自分で星座を描いて、投稿する。
叶えて!!流れ星さん
叶えてほしい願い事を送る。

## ゲスト
- 第8回（2013年5月21日） marble[2]
- 第15回（2013年7月9日） 笹島かほる[3]
- 第16回（2013年7月16日） 福井裕佳梨[4]
- 第26回（2013年9月24日） 松来未祐[5]
- 第29回（2013年10月15日） 堀川大輔[6]
- 第35回（2013年11月26日） 松来未祐[7]
- 第37回（2013年12月10日） 新井里美[8]

## 関連商品
DVD
- 儀武ゆう子"SUN" 〜はるばる よなばる ふぇすてぃばる〜 (2013年8月16日発売)

宇宙最速の先行発売は生まれ故郷である与那原町の与那原大綱曳まつり(2013年8月4日)にて行われた。
第2先行発売は「A&Gサマーフェスティバル2013」で行われ、購入者は2013年8月11日に行われる発売記念公開イベントに参加できた。
- 儀武ゆう子"SUN" DVD『埼玉アニメマンガ聖地巡礼の旅』 (2015年1月9日発売)